# 1972 en rugby à XV
Cette page présente les faits marquants de l'année 1972 en rugby à XV : les principales compétitions et évènements liés au rugby à XV et rugby à sept ainsi que les naissances et décès de grandes personnalités de ce sport.

## Principales compétitions
- Currie Cup (du ?? ???? au ?? ???? 1972)
- Championnat de France (du ?? ?? 1971 au 21 mai 1972)
- Championnat d'Italie (du ?? ?? 1971 au ?? ?? 1972)
- Coupe d'Angleterre (du ?? ?? 1971 au ?? ???? 1972)
- Tournoi des Cinq Nations (du 15 janvier au 25 mars 1972)

## Événements

### Mars
- 25 mars : le Tournoi des Cinq Nations 1972 n'est pas achevé à cause des troubles en Irlande du Nord. Après le Bloody Sunday, un mouvement de foule met le feu à l'ambassade britannique de Dublin et des lettres de menace sont adressées aux joueurs. Les Écossais et les Gallois refusent de se déplacer en Irlande. Le Tournoi de 1972 n'est donc pas attribué[1].

### Avril
- ? avril : le Gloucester RFC remporte la première édition de la Coupe d'Angleterre en dominant le Moseley RFC en finale sur le score de 17 à 6.

### Mai
- 14 mai : l'US Carmaux remporte le Championnat de France de deuxième division après avoir battu le RRC Nice en finale sur le score de 22 à 16.
- 21 mai :  l'AS Béziers remporte le Championnat de France après avoir battu le CA Brive en finale sur le score de 9 à 0. L'AS Béziers gagne son deuxième titre de champion de France des années 1970, alors que Brive échoue une nouvelle fois en finale après 1965.
- ? mai : le Petrarca Padoue, qui devance comme l'année précédente le CUS Genova, remporte son troisième Championnat d'Italie alors que le Rugby Brescia et le Rugby Bologne 1928 redescendent en Série B[2].

## Principales naissances
- 3 juillet : Pieter de Villiers, international français comptant 69 sélections, naît à Malmesbury en Afrique du Sud.
- 16 mai : Christian Califano (dit Cali), joueur de rugby à XV international français qui évolue au poste de pilier, naît à Toulon (Var).
- 20 septembre : Brian Lima, international samoan à 65 reprises, naît à Apia.